# Гомогенність чужої групи
Ефект гомогенності «чужої» групи — це сприйняття людиною учасників чужої групи як більш схожих один на одного, ніж учасників «своєї» групи, тобто «вони всі схожі; ми всі різні». Термін «ефект гомогенності чужої групи» або «відносна гомогенність чужої групи» різко контрастує з терміном «гомогенність чужої групи» в цілому,, де останній стосується сприйняття різноманітності чужої групи безвідносно до сприйняття своєї.
Ефект гомогенності чужої групи є частиною ширшого поля наукових досліджень, які вивчають оцінку різноманітності в групах. Такі дослідження включають вивчення ефектів гомогенності своєї групи, чужої групи та ефектів оцінки різноманітності груп, які не пов'язані з належністю до своєї/чужої групи, наприклад, ефекти, пов'язані з владою, статусом та розмірами груп.
Ефект гомогенності чужої групи спостерігався у багатьох та різних соціальних групах, від політичних та расових до вікових та статевих.
Наголошується на впливі цього ефекту на стереотипування. Спостерігачі мають схильність формувати враження про різноманітність або варіативність членів групи, яку вони спостерігають, на основі центральних тенденцій або типових атрибутів членів цієї групи. Таким чином, надається надмірної ваги стереотипам про чужу групу, які підсилюють узагальнення.
Ефект гомогенності чужої групи деколи називають «упередженням гомогенності чужої групи». Така назва вказує на ширшу мета-теоретичну суперечку, ніж наявна в рамках соціальної психології. Така суперечка концентрується довкола дійсності посиленого сприйняття гомогенності своєї та чужої групи, в якій деякі науковці вважають ефект гомогенності прикладом когнітивних упередження та помилки, а інші — прикладом нормального та часто адаптивного соціального сприйняття.

## Емпіричні свідчення
Приклад цього феномену наводиться у дослідженні, в якому вчені опитали 90 студентів-членів студентських братств оцінити ступінь схожості членів їх братства між собою, і так само двох інших братств. Кожен з опитаних вважав членів свого братства більш відмінними один від одного, ніж членів інших.

### Расові дослідження
За результатами експерименту, науковці з'ясували, що люди справді бачать людей іншої раси як більш схожих між собою, ніж людей власної раси. Коли білим студентам показували декілька білих людей і декілька темношкірих, вони пізніше більш точно пригадували побачені білі обличчя, та часто помилково пригадували темношкірих. Для темношкірих учасників експерименту ситуація була оберненою — вони гірше пригадували білі обличчя.

## Пояснення
Дослідження показують, що це упередження не пов'язано з кількістю членів своєї та інших груп, яких людина знає. Припущення, що люди вважають членів своєї групи більш різними та різноманітними лише тому, що вони їх краще знають і мають більше інформації про свої групи,, не підтвердилось. Упередження гомогенності чужої групи існує і для таких груп, яка «чоловіки» та «жінки», які вочевидь, часто між собою спілкуються
Існує підхід, за яким така різниця в оцінці гомогенності пояснюється різницею у тому, як люди зберігають або обробляють інформацію про свої та чужі групи. Однак, цей підхід оскаржується з огляду на випадки, коли свої групи також розглядаються людиною як гомогенні, зокрема коли це допомагає збільшенню солідарності своєї групи. Експерименти з цього питання виявили, що гомогенність своєї групи демонструється, коли людям, які себе сильно ідентифікують з цією групою, надається стереотипна інформація про таку групу.

### Погляд теорії само-категоризації
Теорія само-категоризації пояснює ефект гомогенності чужої групи різними контекстами при сприйнятті своєї та чужої групи. Для чужих груп, спостерігач перебуває в міжгруповому контексті, а отже звертає увагу на відмінності між двома групами. Відповідно, він приділяє меншу увагу різницям між членами чужої групи і внаслідок цього сприймає чужу групу як більш гомогенну. При сприйнятті членів своєї групи, спостерігач перебуває або в міжгруповому контексті, або у внутрішньогруповому контексту. При цьому, якщо контекст міжгруповий, спостерігач також сприймає свою групу як відносно більш гомогенну, оскільки він звертає увагу на відмінності між «нами» та «ними» (іншими словами, відбувається деперсоналізація). Однак, якщо контекст внутрішньогруповий, спостерігач може бути мотивований звертати увагу на відмінності всередині групи (між «я» та «інші члени групи»), що має наслідком сприйняття своєї групи як більш гетерогенної. Оскільки спостерігачі як правило менше мотивовані здійснювати внутрішньогрупове порівняння чужої групи, в цілому ефект гомогенності чужої групи превалює.
Погляд теорії само-категоризації підтримується дослідженнями, які показують, що в міжгруповому контексті і своя, і чужа група сприймаються як більш гомогенні, а самостійно, своя група оцінюється більш гетерогенною. Погляд теорії само-категоризації скасовує необхідність постулювати окремі механізми обробки для своїх та чужих груп, а також пояснює гомогенність чужої групи в парадигмі мінімальної групи.

### Погляд теорії соціальної ідентичності
Інші дослідники поглянули на гомогенність своєї та чужої групи з точки зору теорії соціальної ідентичності. Хоча таке дослідження було і доповнювальним до погляду теорії само-категоризації, науковці в більшій мірі зосереджувались на особливих ефектах гомогенності, які асоціюються з мотиваціями спостерігачів. Використовуючи теорію соціальної ідентичності, вони зробили припущення і підтвердили його емпірично, що порівняльна гомогенність своєї групи час від часу виникає з необхідності встановили чітку та позитивну соціальну ідентичність. Наприклад, члени меншин з високою ймовірністю будуть підкреслювати міцність своєї групи через наголос на гомогенності своєї групи, через те, що будучи меншиною, вони відчувають загрозу своїй самооцінці.
В рамках цієї ж теорії було висунуто і емпірично підтверджено гіпотезу, що ефект гомогенності своєї групи виникне, коли своя групі визначає виміри для мажоритарних та міноритарних членів групи. Нещодавні дослідження також повторно підтвердили, що такий вплив гомогенності своєї групи на визначальні виміри своєї групи та гомогенності чужої групи на визначальні виміри чужої групи може виникнути тому, що люди використовують свою оцінку групової варіативності для виразу того, наскільки соціальним групам притаманні певні характеристики. Як і при погляді теорії само-категоризації, це нещодавнє дослідження також припускає, що такий ефект може виникнути незалежно від мотиваційної стурбованості, яка описується у теорії соціальної ідентичності.